# Reprezentacja Kuwejtu w piłce wodnej mężczyzn
Reprezentacja Kuwejtu w piłce wodnej mężczyzn – zespół, biorący udział w imieniu Kuwejtu w meczach i sportowych imprezach międzynarodowych w piłce wodnej, powoływany przez selekcjonera, w którym mogą występować wyłącznie zawodnicy posiadający obywatelstwo kuwejckie. Za jej funkcjonowanie odpowiedzialny jest Kuwejcki Związek Pływacki (KSA), który jest członkiem Międzynarodowej Federacji Pływackiej.

## Historia
W 1974 reprezentacja Kuwejtu rozegrała swój pierwszy oficjalny mecz na igrzyskach azjatyckich.

## Udział w turniejach międzynarodowych

### Igrzyska olimpijskie
Reprezentacja Kuwejtu żadnego razu nie występowała na Igrzyskach Olimpijskich.

### Mistrzostwa świata
Dotychczas reprezentacji Kuwejtu żadnego razu nie udało się awansować do finałów MŚ.

### Puchar świata
Kuwejt żadnego razu nie uczestniczył w finałach Pucharu świata.

### Igrzyska azjatyckie
Kuwejckiej drużynie 7 razy udało się zakwalifikować na Igrzyska azjatyckie. W 1982, 1986 i 2010 zajęła najwyższe 5. miejsce.